# Мануэл, Стеван
Стеван Педру Дориш Мануэл (порт. Stevan Pedro Dores Manuel; родился 11 июня 2008 года в Лиссабоне, Португалия) — португальский футболист, полузащитник юношеской команды клуба «Бенфика».

## Клубная карьера
Стеван начинал свой футбольный путь в 2016 году в детской команде «Алта» из его родного Лиссабона. С 2017 года он занимался футболом в системе «Бенфики» и прошёл в ней через все детско-юношеские команды. Летом 2024 года полузащитник подписал с этим клубом свой первый профессиональный контракт.

## Карьера в сборной
С 2022 года Стеван представляет португальцев на юношеском уровне. В 2025 году в составе сборной Португалии до 17 лет он выступал на юношеском чемпионате Европы в Албании. Там Стеван принял участие во всех 5 матчах, забив 1 гол в полуфинальной игре с итальянцами, а его национальная команда в конечном счёте стала чемпионом Европы среди юношей. Всего за юношеские сборные Португалии полузащитник сыграл 28 матчей и забил в них 5 мячей.

## Достижения
Сборная Португалии (до 17 лет)
- Чемпион Европы (до 17 лет) (1): 2025

## Личная жизнь
Дядей Стевана является известный португальский футболист Ренату Саншеш, который в составе национальной сборной становился чемпионом Европы в 2016 году.